# خواهران بونر
خواهران بونر (انگلیسی: Bunner Sisters) یک رمان کوتاه است که توسط ایدیت وارتون نویسندهٔ آمریکایی نوشته شده‌است. همان‌طور که نانسی ون راسک در مورد این رمان نوشته‌است «خواهران بونر یک تاریخچه طولانی از نادیده گرفته شدن دارد و دوبار به خاطر طول و نامناسب بودن آن برای انتشار سریال توسط ناشران رد شده‌است.» این رمان در نهایت در سال ۱۹۱۶ در کلکسیون ژینگو (Xingu) منتشر شد.